# Urmija (jezero)
Urmija (perz. دریاچه ارومیه: Daryâcheh-ye Orumiyeh; kurd. زه ریاچه ی ورمێ; azer. ارومیه گولی ili ارومیه گولو; arm. Ուրմիա լիճ, antički Matiene) je slano jezero koje se nalazi u Iranu, između iranskih pokrajina Istočnog i Zapadnog Azerbejdžana i zapadno od južnog dijela Kaspijskog jezera. Urmija je bila najveće jezero na Bliskom istoku i šesto najveće slano jezero na svijetu, s površinom od 5200 km2, dužinom od 140 km, širinom od 55 km i najvećom dubinom od 16 m. Do kraja 2017. godine jezero se smanjilo na 10 % svoje prijašnje veličine te na 1/60 volumena vode iz 1998. godine, a sve zbog dugotrajne suše u Iranu i pregradnje lokalnih rijeka koje se u njega ulivaju, te ispumpavanja podzemnih voda iz okolnog područja. Ovaj sušni period je prekinut 2019. godine, a jezero se sada ponovo puni. Oporavak jezera nastavljen je i 2020. godine, što zbog iznadprosječnih oborina, što zbog programa obnove jezera Urmija.
Jezero Urmija sa svojih oko sto otoka zaštićeno je kao nacionalni park Irana.

## Naziv
Richard Nelson Frye predlagao je urartijsko[koje?] porijeklo za ime, dok je Thomas Burrow povezao porijeklo imena Urmija s indo-iranskim riječimaː urmi za val i urmya za valovit.
Vjerojatnija etimologija bila bi iz neoaramejskog asirsko-kaldejskog, a koji se sastoji  od riječi ur što znači grad i riječi mia što znači voda.  Zajedno, to bi u prijevodu značilo vodeni grad, što grad Urmija i jest: grad na vodi istoimenog jezera.
Lokalno, jezero se na perzijskom naziva Daryāche-ye Orūmiyeh (دریاچه ارومیه), na azerbajdžanskom kao Urmia gölü, dok ga na kurdskom jeziku zovu Deryaçeya Wirmê. Tradicionalno armensko ime je Kaputan tsov (Կապուտան ծով), što u doslovnom prijevodu znači plavo more. Stanovnici otoka Shahi, jezero na azerbejdžanskom zovu Daryā što u prijevodu znači more.
Njegovo staroperzijsko ime bilo je Chichast, što znači "blistav", što je referenca na blistave mineralne čestice koje se nalaze u vodi jezera i koje su pronađene uz njegove obale. U srednjem vijeku postalo je poznato kao jezero Spauta ili jezero Kabuda (Kabodan) u armenskoj geografiji,od riječi azur na perzijskom ili kapuyt ('կապույտ') na armenskom. Njegovo latinsko ime bilo je Lacus Matianus, pa se u nekim tekstovima spominje kao jezero Matianus ili jezero Matiene, prema drevnom narodu Mitani koji je živio na tom području.

## Povijest
Oko područja jezera Urmija, može se naći mnoštvo arheoloških nalazišta, koja sežu sve do razdoblja neolitika. Arheološkim istraživanjama naselja koja su se nalazila na tim područjima, došlo je do pronalaska artefakta koji datiraju od 7000 prije Krista i kasnije. Iskopine na arheološkom nalazištu Teppe Hasanlu jugozapadno od jezera Urmija, otkrile su nastambine koje datiraju čak do šestog stoljeća prije Krista. Srodno mjesto je također Yanik Tepe, na istočnoj obali jezera Urmija, koje je tokom 1950-tih i 60-tih iskopavao C. A. Burney.
Još jedno važno nalazište na tom području, otprilike iz istog doba, je Hajji Firuz Tepe, gdje su otkriveni neki od najstarijih arheoloških dokaza o vinu od grožđa. Kul Tepe Jolfa je mjesto u okrugu Jolfa od oko 10 km južno od rijeke Araxes. Datira iz katoličkog perioda  (5000-4500 prije Krista). Grobni humci, kurgani, Se Girdan nalaze se na južnoj obali jezera Urmija. Neke od njih je 1968. i 1970. godine iskopao O. Muscarella. Sada se smatra da datiraju iz druge polovice  četvrtog stoljeća, iako se prvobitno mislilo da su mnogo mlađi.
Jedan od prvih spominjanja jezera Urmia je iz asirskih zapisa iz devetog  stoljeća prije Krista. Tamo se u zapisima iz vladavine Šalmanasera III (858. – 824. pr. Kr.) spominju dva imena na području jezera Urmia: Parsuwaš (tj. Perzijanci) i Matai (tj. Mitanni). Nije potpuno jasno je li se to odnosilo na mjesta ili plemena i kakav je njihov odnos bio s naknadnim popisom osobnih imena i "kraljeva". No Matai su bili Mediji i jezično ime Parsuwaš odgovara staroperzijskoj riječi pārsa, ahemenidskoj etnolingvističkoj oznaci.
Jezero Urmja  bilo je središte Mannejskog Kraljevstva. Na južnoj strani jezera nalazilo se potencijalno manejsko naselje, predstavljeno ruševnim humkom Hasanlu. Mannae su preplavili Matiani ili Matieni, iranski narod koji se identificiraju različito i to kao Skiti, Sake, Sarmati ili Kimerijci. Još uvijek nije jasno je li jezero dobilo ime po narodu ili narod od jezera, ali država se prozvala Matiene ili Matiane, te je jezeru dala latinsko ime.
Bitka za Urmiju vodila se u blizini jezera 1604. godine, za vrijeme Osmansko-safavidskog rata od 1603-1618. godine. U posljednjih petsto godina područje oko jezera Urmia bilo je dom Azerbajdžanaca, Iranaca, Asiraca i Armenaca.

## Kemija
Glavni kationi u vodi jezera Urmija su Na+, K+, Ca2+, Li+ i Mg2+,  dok su glavni anioni Cl−, SO42−, HCO3−. Koncentracija Na+ i Cl− je otprilike četiri puta veća od one uobičajene koncentracije u morskoj vodi. Natrijevi ioni su u nešto većoj koncentraciji na jugu jezera u usporedbi sa sjeverom jezera, što bi moglo biti posljedica manje dubine jezera na jugu, kao i bržeg isparavanja.
Jezero je podijeljeno na sjeverno i južno, te je odvojeno mostom i pripadajućim nasipom koji je dovršen 2008. godine.  Most pruža samo 1,5 km  razmaka u nasipu, što omogućava tek malu izmjenu vode između dva dijela. Uslijed suše, te povećane potrebe i potražnje za poljoprivrednom vodom u bazenu jezera, slanost jezera je posljednjih godina naglo porasla, na više od 300 g/l, dok su velike površine korita jezera isušene.

## Otoci
Urmijsko jezero imalo je do 102 otoka. Otok Shahi bio je najveći, no nakon pada razine jezera on postaje poluotok povezan s istočnom obalom. Otok Shahi je mjesto ukopa Hulagu-kana, jednog od unuka Džingis-kana, i Hulagu-kanova sina Abaka-kana. Oba su kana ukopana u dvorcu 300 m ispod litica uz obalu otoka.
Godine 1967. iranska uprava za okoliš poslala je tim znanstvenika da prouče ekologiju otoka Shahi. Rezultati studije uključivali su i načine razmnožavanja račića Artemia i bili objavljeni u znanstvenom časopisu Iranian Scientific Sokhan. Na otoke je dovedeno stado iranskih antilopa i gazela, od kojih su neke preživjele do današnjeg dana. Perzijski leopardi  preživjeli su godinama, ali su izumrli početkom 1980-ih.
Otoci Urmijeː Aram, Arash, Ardeshir, Arezu, Ashk, Ashk-Sar, Ashku, Atash, Azar, Azin, Bahram, Bard, Bardak, Bardin, Bastvar, Bon, Bon-Ashk, Borz, Borzin, Borzu, Chak-Tappeh, Cheshmeh-Kenar, Dey, Espir, Espirak, Espiro, Garivak, Giv, Golgun, Gordeh, Gorz, Iran-Nezhad, Jodarreh, Jovin, Jowzar, Kabudan (Qoyun daghi), Kafchehnok, Kakayi-e Bala, Kakayi-ye Miyaneh, Kakayi-e Pain, Kalsang, Kam, Kaman, Kameh, Kariveh, Karkas, Kaveh, Kazem-Dashi, Kenarak, Khersak, Kuchek-Tappeh, Magh, Mahdis, Mahvar, Markid, Mehr, Mehran, Mehrdad, Meshkin, Meydan, Miyaneh, Nadid, Nahan, Nahid, Nahoft, Nakhoda, Navi, Naviyan, Omid, Panah, Penhan, Pishva, Sahran, Samani, Sangan, Sangu, Sarijeh, Sepid, Shabdiz, Shahi (Eslami), Shahin, Shamshiran, Shur-Tappeh, Shush-Tappeh, Siyavash, Siyah-Sang, Siyah-Tappeh, Sorkh, Sorush, Tak, Takht, Takhtan, Tanjeh, Tanjak, Tashbal, Tir, Tus, Zagh, Zar-Kaman, Zarkanak, Zar-Tappeh, Zirabeh.

## Pritoci
Urmijsko jezero napaja trinaest stalnih rijeka, te mnogo manjih izvora, kao i padaline koje idu direktno u jezero. Polovina tih dotoka dolazi iz rijeke Zarrineh i Simineh. Budući da nema istjecanja vode iz jezera, ona se gubi samo isparavanjem.
Pritoci jezera Urmijeː Aji Chay, Alamlou, Barandouz, Gadar, Ghaie, Leylan, Mahabad, Nazlou, Rozeh, Shahar, Simineh, Zarriné-Rūd, Zarrineh i rijeka Zola.

## Vanjske poveznice
- Urmija (enciklopedija Britannica)
- Slano jezero Urmija u Iranu (SalineSystems.org) Arhivirana inačica izvorne stranice od 21. kolovoza 2011. (Wayback Machine)
- UNESCO-ov opis jezera  Arhivirana inačica izvorne stranice od 21. svibnja 2006. (Wayback Machine)